# Kolla klotet
Kolla klotet, som spelades 1996–1997, var en revy av Povel Ramel i produktion av Knäppupp AB. 
Povel Ramel stod för alla sångtexter och musik, och texterna till talnumren var skrivna av Povel Ramel, Tomas von Brömssen och Bo Hermansson. För regin svarade Bo Hermansson, Anders Eljas var kapellmästare, Ingemar Wiberg stod för scenografi, Lars Wallin skapade kostymerna och Vicky von der Lancken var producent.
Kolla klotet hade premiär på Lorensbergsteatern i Göteborg den 7 februari 1996. Därefter sattes den upp på Cirkus i Stockholm den 11 september samma år, där den spelades till den 22 mars 1997.

## Medverkande
I revyns olika roller spelade Tomas von Brömssen, Maria Lundqvist, Povel Ramel, Anne-Lie Rydé och Charlott Strandberg.